# Concepció Ferrer
Concepció Ferrer este un om politic spaniol, membru al Parlamentului European în perioada 1999-2004 din partea Spaniei. 
1. 1 2 3   (PDF) https://www.parlament.cat/document/composicio/150320.pdf Lipsește sau este vid: |title= (ajutor)
2. ↑  Deputații în Parlamentul European
3. ↑   https://www.parlament.cat/web/composicio/legislatures-anteriors/II-legislatura/index.html Lipsește sau este vid: |title= (ajutor)
4. ↑   https://www.parlament.cat/web/composicio/legislatures-anteriors/I-legislatura/index.html Lipsește sau este vid: |title= (ajutor)